# 박기배
박기배(朴祺培, 1900년 ~ 1977년 1월 5일)는 제2대 국회의원을 지낸 대한민국의 정치인이다. 부인은 동양화가 배정례이다.

## 약력
- 일본 메이지 대학 법과 졸업
- 농장 경영
- 1948년 5월 10일 : 제헌 국회의원(전남 해남을) 낙선

## 역대 선거 결과
|  | 37.50% |

|  | 26.88% |

|  | 18.98% |